# Juan Manuel Lillo
Juan Manuel „Juanma“ Lillo Díez (* 3. listopadu 1965) je španělský fotbalový trenér, od června 2020 působící jako asistent trenéra Guardioly u Manchesteru City.

## Trenérská kariéra
Narodil se v Tolose v Baskicku a už v 16 letech převzal místní Amaroz KE a o čtyři roky později převzal Tolosa CF v Tercera División. Před sezonou 1988/89 převzal CD Mirandés, dovedl je k titulu a postupu do Segunda División B. Sezonu 1991/92 odtrénoval v Cultural y Deportiva Leonesa a stal se nejmladším trenérem, který ve Španělsku získal národní trenérský odznak. Od roku 1992 trénoval klub UD Salamanca, se kterým v sezoně 1994/95 vybojoval postup do La Ligy. Ve věku 29 let se tak stal nejmladším koučem historie španělské první ligy. Po 28 zápasech byl propuštěn a Salamanca skončila o 11 bodů poslední. Poté krátce trénoval Real Oviedo, CD Tenerife a Real Zaragoza. Během MS 2002 působil jako komentátor. V letech 2003–2005 krátce trénoval Ciudad de Murcia a Terrassa FC. Poté trénoval mexický Dorados de Sinaloa. Následovala pauza a od dubna 2008 převzal Real Sociedad ve druhé lize. Hlavní cíl, postup do první ligy, nevyšel a byl vyhozen. V prosinci 2009 převzal prvoligovou Almeríu, která byla pouhý bod nad zónou sestupu. Po rekordní porážce doma 0:8 s Barcelonou byl propuštěn. Následovala další pauza, kterou ukončil až podpis smlouvy s kolumbijskými Millonarios v prosinci 2013. V září následujícího roku byl po čtyřech prohrách v řadě propuštěn. V říjnu 2015 se stal asistentem trenéra Sampaoliho u reprezentace Chile a stal se jeho asistentem i u Sevilly. Od července do prosince 2017 trénoval kolumbijské Atlético Nacional. V září 2018 převzal japonský Vissel Kóbe. I přes přítomnost veteránů Iniesty, Podolského a Villy se klub trápil uprostřed tabulky a Lillo rezignoval. Krátce trénoval čínský Qingdao Huanghai FC a v červnu 2020 byl jmenován asistentem trenéra Guardioly u Manchesteru City a nahradil tak Mikela Artetu, který se v prosinci 2019 stal trenérem Arsenalu.